# Ungarns Grand Prix 2021
Ungarns Grand Prix 2021 (officielt navn: Formula 1 Rolex Magyar Nagydíj 2021) var et Formel 1-løb, som blev kørt den 1. august 2021 på Hungaroring i Mogyoród, Ungarn. Det var det elvte løb i Formel 1-sæsonen 2021.
Ræset endte med en meget overraskende sejr til Esteban Ocon, som vandt det første ræs i sin Formel 1-karriere, og også den første sejr for Alpine holdet i Formel 1.

## Kvalifikation
| Pos.               | Nr. | Kører              | Konstruktør           | Del 1     | Del 2     | Del 3    | Grid |
| ------------------ | --- | ------------------ | --------------------- | --------- | --------- | -------- | ---- |
| 1                  | 44  | Lewis Hamilton     | Mercedes              | 1.16,424  | 1.16,553  | 1.15,419 | 1    |
| 2                  | 77  | Valtteri Bottas    | Mercedes              | 1.16,569  | 1.16,702  | 1.15,734 | 2    |
| 3                  | 33  | Max Verstappen     | Red Bull Racing-Honda | 1.16,214  | 1.15,650  | 1.15,840 | 3    |
| 4                  | 11  | Sergio Pérez       | Red Bull Racing-Honda | 1.17,233  | 1.16,443  | 1.16,421 | 4    |
| 5                  | 10  | Pierre Gasly       | AlphaTauri-Honda      | 1.16,874  | 1.16,394  | 1.16,483 | 5    |
| 6                  | 4   | Lando Norris       | McLaren-Mercedes      | 1.17,081  | 1.16,385  | 1.16,489 | 6    |
| 7                  | 16  | Charles Leclerc    | Ferrari               | 1.17,084  | 1.16,574  | 1.16,496 | 7    |
| 8                  | 31  | Esteban Ocon       | Alpine-Renault        | 1.17,367  | 1.16,766  | 1.16,653 | 8    |
| 9                  | 14  | Fernando Alonso    | Alpine-Renault        | 1.17,123  | 1.16,541  | 1.16,715 | 9    |
| 10                 | 5   | Sebastian Vettel   | Aston Martin-Mercedes | 1.17,105  | 1.16,794  | 1.16,750 | 10   |
| 11                 | 3   | Daniel Ricciardo   | McLaren-Mercedes      | 1.17,664  | 1.16,871  | N/A      | 11   |
| 12                 | 18  | Lance Stroll       | Aston Martin-Mercedes | 1.17,038  | 1.16,893  | N/A      | 12   |
| 13                 | 7   | Kimi Räikkönen     | Alfa Romeo-Ferrari    | 1.17,553  | 1.17,564  | N/A      | 13   |
| 14                 | 99  | Antonio Giovinazzi | Alfa Romeo-Ferrari    | 1.17,776  | 1.17,583  | N/A      | 14   |
| 15                 | 55  | Carlos Sainz, Jr.  | Ferrari               | 1.16,649  | Ingen tid | N/A      | 15   |
| 16                 | 22  | Yuki Tsunoda       | AlphaTauri-Honda      | 1,17,919  | N/A       | N/A      | 16   |
| 17                 | 63  | George Russell     | Williams-Mercedes     | 1.17,944  | N/A       | N/A      | 17   |
| 18                 | 6   | Nicholas Latifi    | Williams-Mercedes     | 1.18,036  | N/A       | N/A      | 18   |
| 19                 | 9   | Nikita Masepin     | Haas-Ferrari          | 1.18,922  | N/A       | N/A      | 19   |
| 107%-tid: 1,21,548 |     |                    |                       |           |           |          |      |
| –                  | 47  | Mick Schumacher    | Haas-Ferrari          | Ingen tid | N/A       | N/A      | 201  |
| Kilde:             |     |                    |                       |           |           |          |      |

Noter:
↑1 - Mick Schumacher deltog ikke i kvalificering efter et uheld i den tredje træsningssession. Han blev også givet en 5-pladsstraf for at skifte sin gearkasse, dog dette ikke gjorde en forskel, da han skulle starte bagerst alligevel.

## Resultat
| Pos.                                                               | Nr. | Kører              | Konstruktør           | Omgange | Tid/Udgået       | Startpos. | Point |
| ------------------------------------------------------------------ | --- | ------------------ | --------------------- | ------- | ---------------- | --------- | ----- |
| 1                                                                  | 31  | Esteban Ocon       | Alpine-Renault        | 70      | 2:04.43,199      | 8         | 25    |
| 2                                                                  | 44  | Lewis Hamilton     | Mercedes              | 70      | +2,736           | 1         | 18    |
| 3                                                                  | 55  | Carlos Sainz, Jr.  | Ferrari               | 70      | +15,018          | 15        | 15    |
| 4                                                                  | 14  | Fernando Alonso    | Alpine-Renault        | 70      | +15,651          | 9         | 12    |
| 5                                                                  | 10  | Pierre Gasly       | AlphaTauri-Honda      | 70      | +1.03,614        | 5         | 111   |
| 6                                                                  | 22  | Yuki Tsunoda       | AlphaTauri-Honda      | 70      | +1.15,803        | 16        | 8     |
| 7                                                                  | 6   | Nicholas Latifi    | Williams-Mercedes     | 70      | +1.17,910        | 18        | 6     |
| 8                                                                  | 63  | George Russell     | Williams-Mercedes     | 70      | +1.19,094        | 17        | 4     |
| 9                                                                  | 33  | Max Verstappen     | Red Bull Racing-Honda | 70      | +1.20,244        | 3         | 2     |
| 10                                                                 | 7   | Kimi Räikkönen     | Alfa Romeo-Ferrari    | 69      | +1 omgang        | 13        | 1     |
| 11                                                                 | 3   | Daniel Ricciardo   | McLaren-Mercedes      | 69      | +1 omgang        | 11        |       |
| 12                                                                 | 47  | Mick Schumacher    | Haas-Ferrari          | 69      | +1 omgang        | 20        |       |
| 13                                                                 | 99  | Antonio Giovinazzi | Alfa Romeo-Ferrari    | 69      | +1 omgang        | PL2       |       |
| Ret                                                                | 9   | Nikita Masepin     | Haas-Ferrari          | 3       | Sammenstød       | 19        |       |
| Ret                                                                | 4   | Lando Norris       | McLaren-Mercedes      | 2       | Sammenstød       | 6         |       |
| Ret                                                                | 77  | Valtteri Bottas    | Mercedes              | 0       | Sammenstød       | 2         |       |
| Ret                                                                | 11  | Sergio Pérez       | Red Bull Racing-Honda | 0       | Sammenstød       | 4         |       |
| Ret                                                                | 16  | Charles Leclerc    | Ferrari               | 0       | Sammenstød       | 7         |       |
| Ret                                                                | 18  | Lance Stroll       | Aston Martin-Mercedes | 0       | Sammenstød       | 12        |       |
| DSQ                                                                | 5   | Sebastian Vettel   | Aston Martin-Mercedes | 70      | Brændstofsprøve3 | 10        |       |
| Hurtigste omgang: Pierre Gasly (AlphaTauri) - 1.18,394 (omgang 70) |     |                    |                       |         |                  |           |       |
| Kilde:                                                             |     |                    |                       |         |                  |           |       |

Noter:
↑1 - Inkluderer point for hurtigste omgang.
↑2 - Antonio Giovinazzi måtte starte fra pit lane efter et problem under opvarmningsomgangen.
↑3 - Sebastian Vettel sluttede som andenplads i ræset, men efter at Aston Martin ikke kunne udlevere den påkrævet brændstofsprøve efter ræset, blev han diskvalificeret.

## Stilling i mesterskaberne efter løbet
| Pos. | Kører           | Point |
| ---- | --------------- | ----- |
| 1    | Lewis Hamilton  | 195   |
| 2    | Max Verstappen  | 187   |
| 3    | Lando Norris    | 113   |
| 4    | Valtteri Bottas | 108   |
| 5    | Sergio Pérez    | 104   |

| Pos. | Konstruktør      | Point |
| ---- | ---------------- | ----- |
| 1    | Mercedes         | 303   |
| 2    | Red Bull-Honda   | 291   |
| 3    | Ferrari          | 163   |
| 4    | McLaren-Mercedes | 163   |
| 5    | Alpine-Renault   | 77    |